# Andreas Stengg
Andreas Stengg (né le 28 novembre 1660 à Sankt Lambrecht, mort le 30 décembre 1741 à Graz) est un architecte autrichien.

## Biographie
Andreas Stengg est le quatrième enfant de Ruep et Ursula Stenkh, un couple d'agriculteurs. Il est baptisé le jour de sa naissance. Il fait un apprentissage avec Barthlme Ebner, qui sera plus le maître d'œuvre de la cour de Graz. Il a son diplôme deux ans plus tard puis voyage.
Stengg postule comme maître d'œuvre de la cour de Graz. Andreas Stengg vit dans la banlieue de Graz depuis 1689 et, le 7 février de la même année, il épouse la veuve Maria Mayr. Tous deux sont les parents de Johann Georg Stengg. À partir de 1696, il est maître de sa guilde et est donc autorisé à former des apprentis. Il travaille avec Joachim Carlone. En 1705, Stengg, devenu veuf, épouse une certaine Maria Regina Stabenhofer, la fille du maître d'œuvre de cour Georg Stabenhofer. Il se déplace de la banlieue de Münzgraben vers la Sackstrasse (de), à l'intérieur des murs de la ville. Il reprend l'atelier de son beau-père et achète en 1708 la maison de Johann Bernhard Fischer von Erlach.
Au début du XVIIIe siècle, il commande à la demande de Leopold von Stubenberg la façade extérieure du Meerscheinschlössl (de) à Geidorf. Avec son fils, Stengg est chargé à partir de 1714 de planifier la construction de la basilique de Mariatrost près de Graz et de terminer la construction. Le chantier est en place dix ans plus tard, mais l'église elle-même n'est achevée qu'en 1779, près de quatre décennies après la mort de Stengg.
Il est nommé maître d'œuvre de la cour en 1724 sur la recommandation du comte Wurmbrandt alors qu'il a 64 ans. Il occupe ce poste jusqu'à sa démission le 15 janvier 1741. Après sa retraite, son fils Johann Georg reprend le bureau. Son fils cadet, Johann Joseph, né en 1722, a probablement repris l'atelier.

## Œuvres
- Basilique de Mariatrost
- Palais Wildenstein
- Meerscheinschlössl (de)
- Palais Attems
- Église de Fehring (de)
- Église de Sankt Andrä im Sausal (de)
- Château de Kirchberg an der Raab (de)
- Alte Post de Graz (de)

## Source
- (de) Cet article est partiellement ou en totalité issu de l’article de Wikipédia en allemand intitulé « Andreas Stengg » (voir la liste des auteurs).